# Gerry & The Pacemakers
A Gerry and The Pacemakers az 1960-as években az egyik legismertebb angol rock and roll- és beategyüttes volt. Akárcsak a Beatles, Liverpoolban alakult meg és menedzsere szintén Brian Epstein volt.

## Története
Gerry Marsden alapította az együttest az 1950-es évek végén fivérével, Freddel, valamint Les Chadwick-kel és Arthur Mack-kel. Egy időben a Beatles vetélytársának számítottak, hasonló helyeken is léptek fel Liverpoolban, Hamburgban, Nyugat-Németországban. 1961 táján a zongoránál Mack-et Les Maguire váltotta fel.
Az együttes nagy sikere volt a You’ll Never Walk Alone című dal (a Liverpool FC "himnusza"), amely 1963 októberében 4 héten keresztül vezette az Egyesült Királyság slágerlistáját. Az együttes 1966-ban oszlott fel.
Gerry Marsden 2021. január 3-án elhunyt.

## Tagjai
- Gerry Marsden (eredeti neve: Gerard Marsden), (Liverpool, 1942. szeptember 24. – Arrowe Park, 2021. január 3.) – gitáros, szólóénekes
- Freddie Marsden (eredeti neve: Frederick John Marsden), (Liverpool, 1940. október 23. – Southport, 2006. december 9.) – Gerry fivére, dobos
- Les Maguire (eredeti neve: Leslie Charles Maguire), (Wallasey, Cheshire, 1941. december 27. –) – billentyűsök
- Les Chadwick (eredeti neve: John Leslie Chadwick, (Liverpool, 1943. május 1. –) – basszusgitáros

## A tagok utóélete ("Post-Pacemakers")
Az együttes feloszlása után Gerry Marsden tévés személyiségként folytatta pályafutását. Az új Pacemakers-szel kétszer annyi felvételt készített, mint az 1960-as években. Az 1980-as években a The Crowd tagjaként ismét a listák élére került, akárcsak 1989ben Paul McCartneyval, a The Christians-szel és Holly Johnsonnal.
Feldolgozta két korábbi sikerdalát a bradfordi és a hillsborough-i labdarúgó tömegkatasztrófák áldozatai családjainak megsegítése érdekében.
2001-ben a 20 évvel korábban meggyilkolt John Lennon emlékére adta ki "Much Missed Man" című dalát.
Freddie Marsden a British Telecomnál dolgozott. Dobfelszerelését egy garázsban tárolta és többé hozzá sem nyúlt. 2006. december 9-én hunyt el Southportban, 66 éves korában.
Les Maguire a haditengerészetnél (Royal Navy) folytatta pályafutását. Les Chadwick Ausztráliába költözött és sikeres munkaközvetítő ügynökséget alapított Jo Siopis-szal, akivel Ausztráliában házasodott össze.
Siopis a Gerry & The Pacemakers debütáló albumán (How Do You Like It?) is részt vett, valamint a The Simon Sisters Cuddlebug című második albumán.
Chadwick és Siopis rossz hírbe keveredett, amikor Siopis nem ítélte el a botrányt kavaró Push the Limit című valóságshow-t, amelyben Siopis leánytestvére is szerepelt.

## Diszkográfia

### Egyesült Királyságbeli kislemezek
- Mar 1963 "How Do You Do It?" #1
- May 1963 "I Like It" #1
- Oct 1963 "You'll Never Walk Alone" #1
- Jan 1964 "I'm the One" #2
- Apr 1964 "Don't Let the Sun Catch You Crying" #6
- Sep 1964 "It's Gonna Be Alright" #24
- Dec 1964 "Ferry Cross the Mersey" #8
- Mar 1965 "I'll Be There" #15
- Nov 1965 "Walk Hand in Hand" #29
- Feb 1966 "La La La" Did Not Chart
- Sep 1966 "Girl on a Swing" Did Not Chart

### Egyesült királyságbeli albumok
- How Do You Like It? (1963. október) #2
- Ferry Cross the Mersey soundtrack, includes other artists (1965. március) #19

### USA-beli kislemezek
In U.S., a different series of Gerry and The Pacemakers' singles was issued, as their Laurie Records label created more albums, and at least two singles which were never issued in Anglia. This was a standard practice at the time. It also happened with The Beatles and the Dave Clark 5. Peak chart positions are from the Billboard Hot 100.
- 1964 "Don't Let the Sun Catch You Crying" #4
- 1964 "How Do You Do It?" #6
- 1964 "I Like It" #17
- 1965 "I'll Be There" #14
- 1965 "Ferry Cross the Mersey" #6
- 1965 "It's Gonna Be Alright" #23
- 1966 "Girl on a Swing" #28

### USA-beli albumok
- Don't Let The Sun Catch You Crying (1964. július) #29
- Gerry & The Pacemakers' Second Album (1964. november) Did Not Chart
- Ferry Cross the Mersey [soundtrack] (1965. február) #12
- I'll Be There! (1965. február) Did Not Chart
- Gerry and The Pacemakers Greatest Hits (1965. május) #103
- Girl on a Swing (1966. december) Did Not Chart

## Külső hivatkozások
- Gerry Marsden hivatalos oldala
- Gerry and The Pacemakers – rajongói oldal
- klasszikus együttesek története
- brit együttesek rajongói oldala